# 51 (عدد)
51 (العدد إحدى وخمسون) هو عدد صحيح  يلي العدد 50 ويسبق العدد 52 وهو عدد طبيعي موجب.

## في الرياضيات
العدد 51 عدد غير أولي.